# Saint Thomas Lowland
Saint Thomas Lowland is een van de veertien parishes van Saint Kitts en Nevis. Het ligt op het eiland Nevis en de hoofdstad is Cotton Ground.

## Saint Thomas Anglican Church
De Saint Thomas Anglican Church is in 1643 gebouwd en is de oudste bestaande kerk van Nevis. De kerk bevindt zich op een heuvel en was oorspronkelijk bedoeld voor de Jonestown, de voormalige hoofdstad, maar de plaats werd in 1690 verwoest door een aardbeving gevolgd door een tsunami. De kerk bevindt ongeveer 5 km ten noorden van de hoofdstad Charlestown.

## Montravers Estate en Pinney's Beach
Azariah Pinney arriveerde in 1685 in Nevis en stichtte Montravers Estate, een van de succesvolste plantages. De plantage heeft bijna 3 eeuwen suiker geproduceerd, maar is vervallen. Op een gedeelte van de plantage bevindt zich het Four Seasons Hotel met een 18 hole-golfbaan.
Langs de kust bevindt zich Pinney's Beach, een 5 km lang bruinzandstrand, en het langste strand van Saint Kitts en Nevis. Het strand is openbaar, en wordt geflankeerd door plambomen. Het water is kalm en rustig.

## Sea Bridge
Ten noorden van Pinney's Beach bevindt zich Sea Bridge waar de autoveer naar Basseterre op Saint Kitts vertrekt.

## Galerij

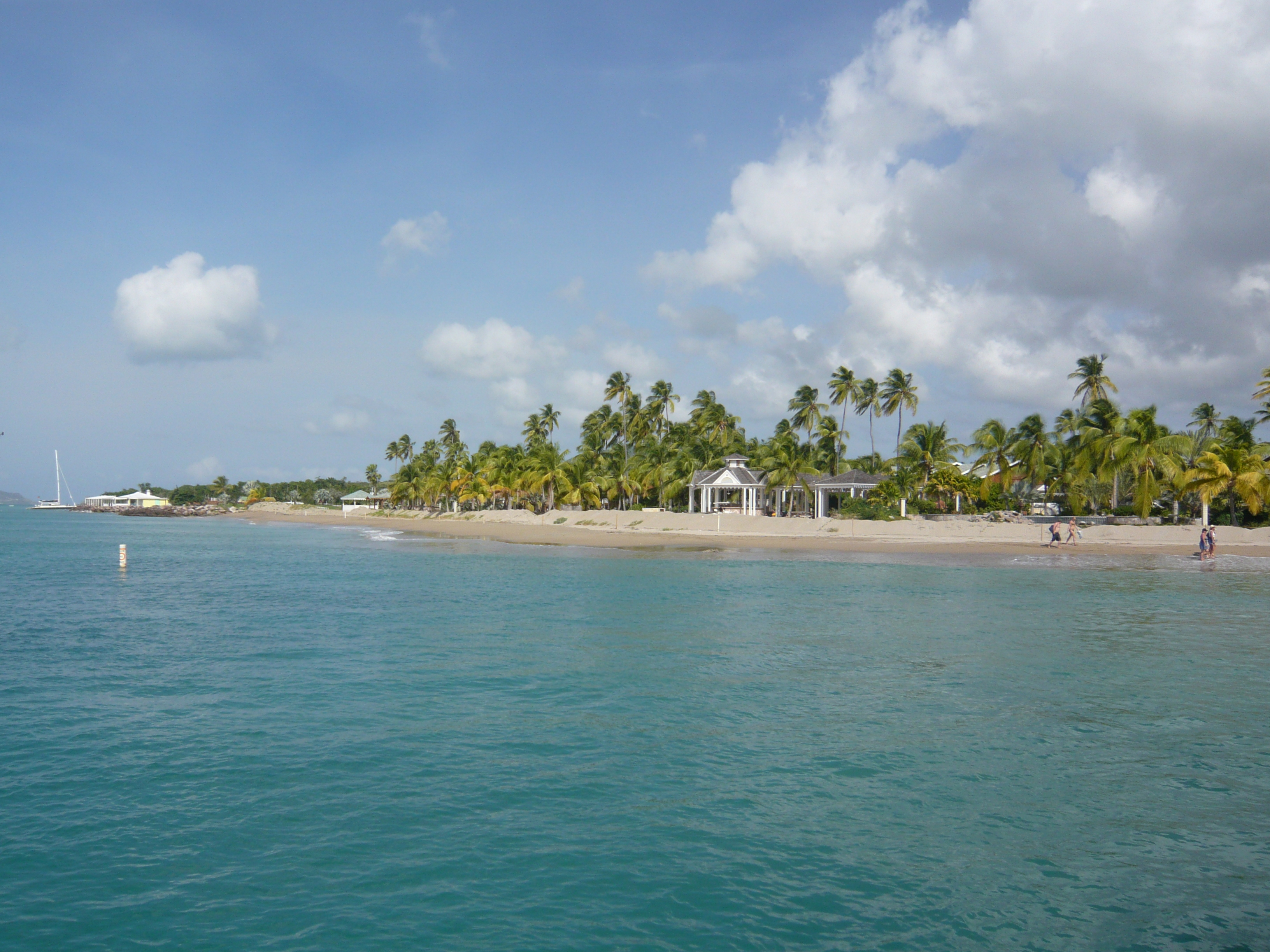
Pinney's Beach
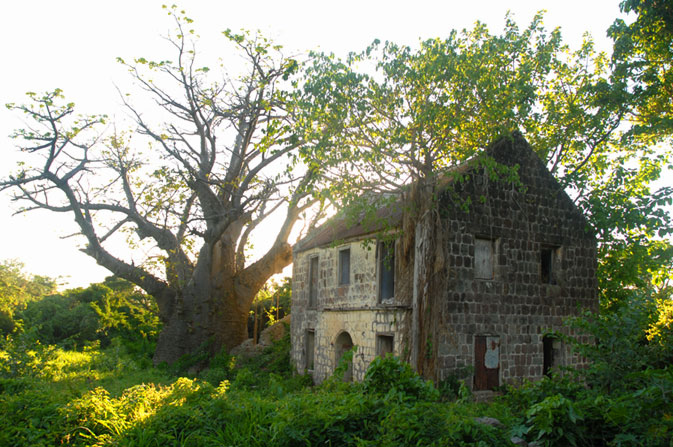
Ruïne van Montravers Estate en een baobab-boom
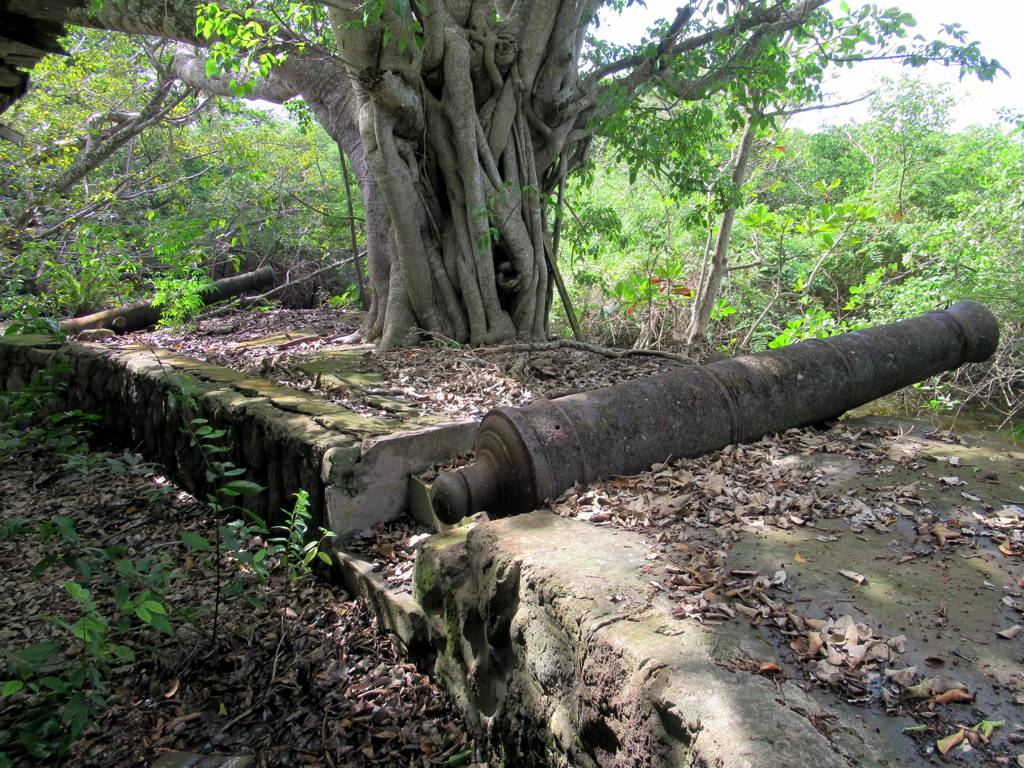
Ruïne van Fort Ashby

Saint Kitts: Christ Church Nichola Town · Saint Anne Sandy Point · Saint George Basseterre · Saint John Capisterre · Saint Mary Cayon · Saint Paul Capisterre · Saint Peter Basseterre · Saint Thomas Middle Island · Trinity Palmetto Point

Nevis: Saint George Gingerland · Saint James Windward · Saint John Figtree · Saint Paul Charlestown · Saint Thomas Lowland